# Кім Чхо Хі
Кім Чхо Хі (кор. 김초희) на прізвисько Чочо — південнокорейська керлінгістка, олімпійська медалістка.

## Кар'єра
Срібну олімпійську медаль Кім виборола на Пхьончханській олімпіаді 2018 року в складі  команди Кім Ин Джон, в якій грала змінною. 